# Susan Plum
Susan Plum (1944) é uma artista americana de vidros e instalações. Plum nasceu em Houston, no Texas, e foi criada na Cidade do México. Ela frequentou a Universidade do Arizona, a Universidade das Américas na Cidade do México e a Escola de Vidro Pilchuck.
O seu trabalho encontra-se incluído nas colecções do Museu de Arte de Seattle, do Departamento de Estado dos Estados Unidos e do Museu Smithsoniano de Arte Americana.